# 북예멘 내전
북예멘 내전(ثورة 26 سبتمبر) 또는 9월 26일 혁명은 1962년부터 1970년까지 예멘 왕국과 예멘 아랍 공화국 지지자들 사이에서 발생한 전쟁이다. 1962년 혁명적 공화주의자들이 압둘라 앗살랄의 지휘 하에 이맘 무함바드 알바드르를 폐위시키고 예멘 공화국을 선언하였다. 이맘은 사우디아라비아 국경으로 도주해 북부의 시아파 부족들과 연합하여 통치권을 회복하고자 했고, 이후 전면적인 내전으로 비화되었다.
왕정 지지자들은 요르단과 사우디아라비아의 지지를 받았고, 영국 역시 비밀리에 왕정 지지자들을 지지했다. 공화파는 이집트와 소련의 지원을 받았다. 양국의 비정규군과 정규군이 전투에 개입했다. 이집트의 대통령 가말 압델 나세르는 70,000명의 이집트 군을 파견해 공화국을 지지했다. 그러나 몇 차례의 전투와 평화 회담 이후에도 1960년대 중반 내전은 교착 상태에 빠져들었다.
1967년 6일 전쟁 때 이집트의 전쟁 수행 능력이 악화되었고, 나세르는 예멘에서의 군 개입이 어렵다고 판단해 예멘에서 군대를 철수시키기 시작했다. 11월 5일 살랄의 갑작스러운 사망이 수도에서의 권력 쟁탈로 이어졌고, 이를 틈타 왕정주의자들이 북쪽에서 수도를 향해 진격해오기 시작했다. 압둘 라흐만 이리아니와 아흐메드 노만, 모하메드 알리 우스만이 이끄는 새로운 공화국 정부가 출범했지만 곧 이들은 국가를 떠나거나 사임했고, 총리 하산 암리가 수도의 통치권을 회복할 때까지 정국은 불안정했다. 1968년 사나 포위전에서 하산 암리가 수도를 성공적으로 방어했고, 1968년 2월 왕정 지지파가 포위를 풀면서, 이 전투는 전쟁의 전환점이 되었다. 1970년 사우디아라비아가 공화국 정부를 인정할 때까지 전쟁과 평화협상이 같이 이어졌고 이후 휴전이 체결되었다.
이집트 군사학자들은 예멘에서의 전쟁을 이집트의 베트남 전쟁에 비유하고는 한다. 역사학자 마이클 오렌은 이집트가 예멘에서 행한 군사적인 모험이 너무나도 재망적이어서 "베트남 전쟁은 미국의 예멘이라 불릴 수 있을 것이다."라고 언급했다. 그리고 추가로 예멘 아랍 공화국을 지원한 국가는 자유주의가 아닌 소련이며, 소련의 도움으로 전쟁에 승리한 예멘 아랍 공화국은 1970년대에 북예멘을 그대로 통치하였다. 이후 소련은 남예멘과 예멘 국가민주전선으로 넘어가서 반대편 사회주의를 그대로 지원하게 된다.

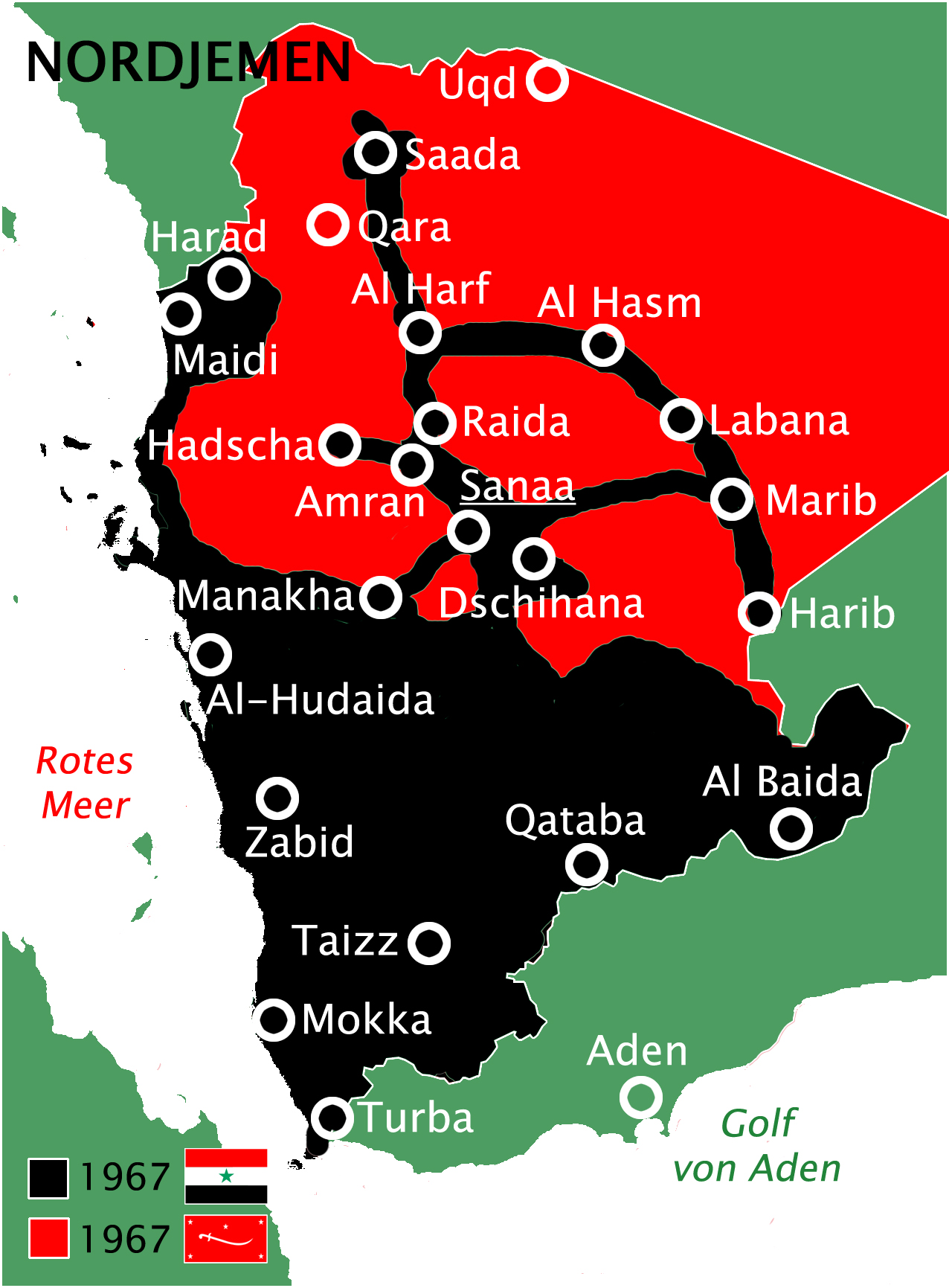
북예멘 내전 때 지도

## 같이 보기
- 아덴만 비상사태
- 후티 쿠데타